# بياتريس زامورا لوبيز
بياتريس زامورا لوبيز (فيلا دي باكاكا، 1871 - سان خوسيه، 6 شباط/فبراير 1933) كانت الزوجة الأولى لريكاردو خيمينيث أوريونو والسيدة الأولى لكوستاريكا خلال الرئاسة الثالثة والأخيرة لزوجها. كانت شخصية مثيرة للجدل في ذلك الوقت لأنها كانت تمارس البغاء قبل علاقتها العاطفية وزواجها من خيمينيز.

## السيرة الذاتية
ولدت لوبيز في فيلا دي باكاكا، التي تسمى الآن سيوداد كولون، في عام 1871، لخيسوس سامورا سونييغا وماريا جوزيفا لوبيز توريس. بينما لا تزال شابا، ومع شقيقتها فيسيتنا، انتقلت إلى العاصمة، سان خوسيه للعمل كخادمة في منزل المجتمع عالية. وقالت أنها ترغب في الحصول على الحياة الفاخرة التي حرمت لها من أصولها المتواضعة، لذلك، جنبا إلى جنب مع شقيقتها، دخلت البغاء. ومن خلال هذا العمل التقت رجل القانون والسياسي الليبرالي ريكاردو خيمينيث أوريونو؛ الشخص الوحيد في تاريخ كوستاريكا الذي انتخب رئيسا لكوستاريكا في ثلاث مناسبات منفصلة.  كان خيمينيز و[لوبيز]  علاقة لعدة سنوات قبل أن يتزوجا أخيرًا بعد ولايته الثانية كرئيس. وقد تولى القاصد الرسولي، المونسنيور جوزيبي فييتا، منصبه في الحفل الذي أقيم في 21 كانون الأول/ديسمبر 1928.

### السيدة الأولى
عندما تولى خيمينيز ولايته الثالثة كرئيس أصبحت لوبيز السيدة الأولى، ولكن كان عليها تحمل السخرية من مجتمع كوستاريكا نتيجة لمهنتها السابقة، يشار إليها أحياناً باسم لا كوكاراتشا. كانت تتحدث الإنجليزية والفرنسية وتعلمت العديد من القضايا الثقافية والسياسية والتاريخية بفضل زوجها المتعلم تعليما عاليا. وقامت بعمل إنساني كسيدة أولى مع القليل من الدعم. وبمساعدة بعض الأصدقاء والأخوات ميرسيداريا، عمل لوبيز على مساعدة المحتاجين، بمن فيهم نزلاء جزيرة سان لوكاس. كما ساعدت الفنانين والكتاب الذين كانوا في حاجة.

### وفاتها
بعد بضعة أشهر من أن تصبح السيدة الأولى، بدأ لوبيز في الحصول على مجموعة متنوعة من المضايقات الجسدية وسافر إلى الولايات المتحدة للتشاور مع الأطباء هناك. وقد شخص الأطباء إصابة لوبيز بسرطان المعدة ثم توفيت لوبيز في سان خوسيه بعد أقل من عام من كونها السيدة الأولى، في 6 فبراير 1933، عيد ميلاد زوجها 74، دفنها في فجر اليوم التالي زوجها وعدد قليل من الأقارب الحاضرين.

## في الإعلام
سجن الفنان فاوستو باتشيكو في عام 1924 بناء على أوامر من خيمينيز لرسم ونشر رسم كاريكاتوري سياسي يسخر من علاقة الرئيس مع لوبيز.
في عام 2016، عُرضت مسرحية على مسرح يوجين أونيل في سان بيدرو، كوستاريكا بعنوان (الفراشة والرئيس). وسعت المسرحية إلى تصوير حياة لوبيز دون التحيزات التي أظهرها المجتمع الكوستاريكي ضدها خلال حياتها. 